# Ground-Based Midcourse Defense

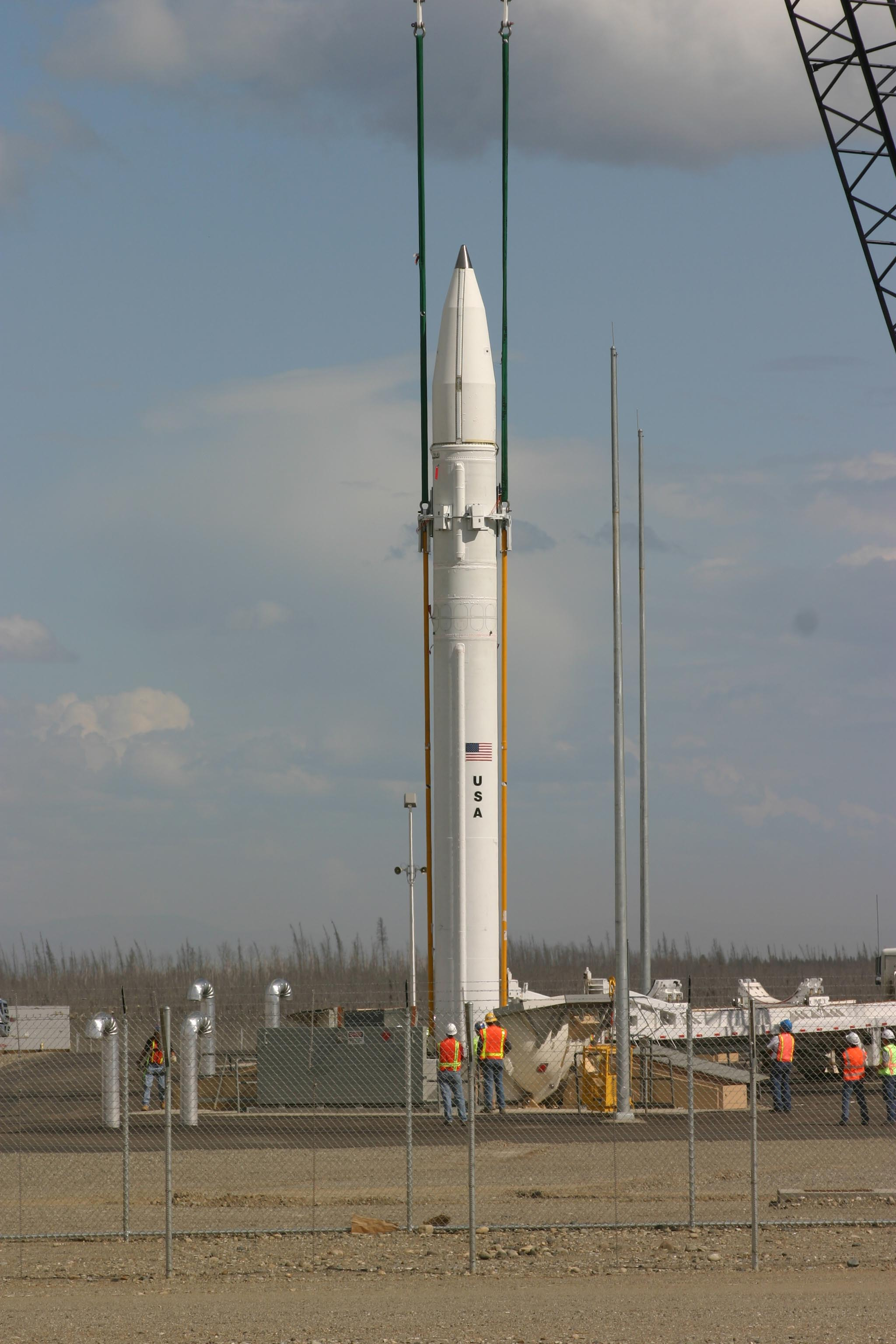
Một tên lửa đánh chặn từ giếng phóng mặt đất đang được nạp vào giếng phóng ở Fort Greely, Alaska tháng Bảy năm 2004.

Ground-Based Midcourse Defense (GMD) là hệ thống tên lửa đánh chặn tên lửa đạn đạo của Mỹ được thiết kế để đánh chặn đầu đạn hạt nhân bay đến từ ngoài không gian, khi đang ở pha giữa. Đây là thành phần chính của chiến lược phòng thủ tên lửa của Hoa Kỳ trước tên lửa đạn đạo mang đầu đạn hạt nhân, hóa học, sinh học hoặc đầu đạn nổ thông thường. Hệ thống được triển khai tại các căn cứ đặt tại Alaska và California; vào năm 2018 toàn bộ hệ thống triển khai 44 tên lửa đánh chặn và trải dài trên 15 múi giờ với các cảm biến trên đất liền, trên biển, và trên quỹ đạo. Năm 2019, một cuộc đánh giá phòng thủ tên lửa đã yêu cầu bổ sung 20 tên lửa đánh chặn tại căn cứ đặt tại Alaska.
GMD được quản lý bởi Cục phòng thủ tên lửa (MDA), trong khi việc kiểm soát hoạt động và tiến hành đánh chặn được thực hiện bởi Lục quân Hoa Kỳ, trong khi các cơ sở hậu cần do Không quân Hoa Kỳ đảm nhiệm. Trước đây nó từng được biết đến với cái tên National Missile Defense (NMD), sau đó Mỹ đổi tên từ năm 2002 để phân biệt với các chương trình phòng thủ tên lửa khác của mình. Chương trình dự tính sẽ tiêu tốn 40 tỷ đô la Mỹ vào năm 2017. Cùng năm, MDA đã lên kế hoạch thử nghiệm đánh chặn đầu tiên trong ba năm sau khi Triều Tiên khởi động lại chương trình thử nghiệm tên lửa tầm xa.

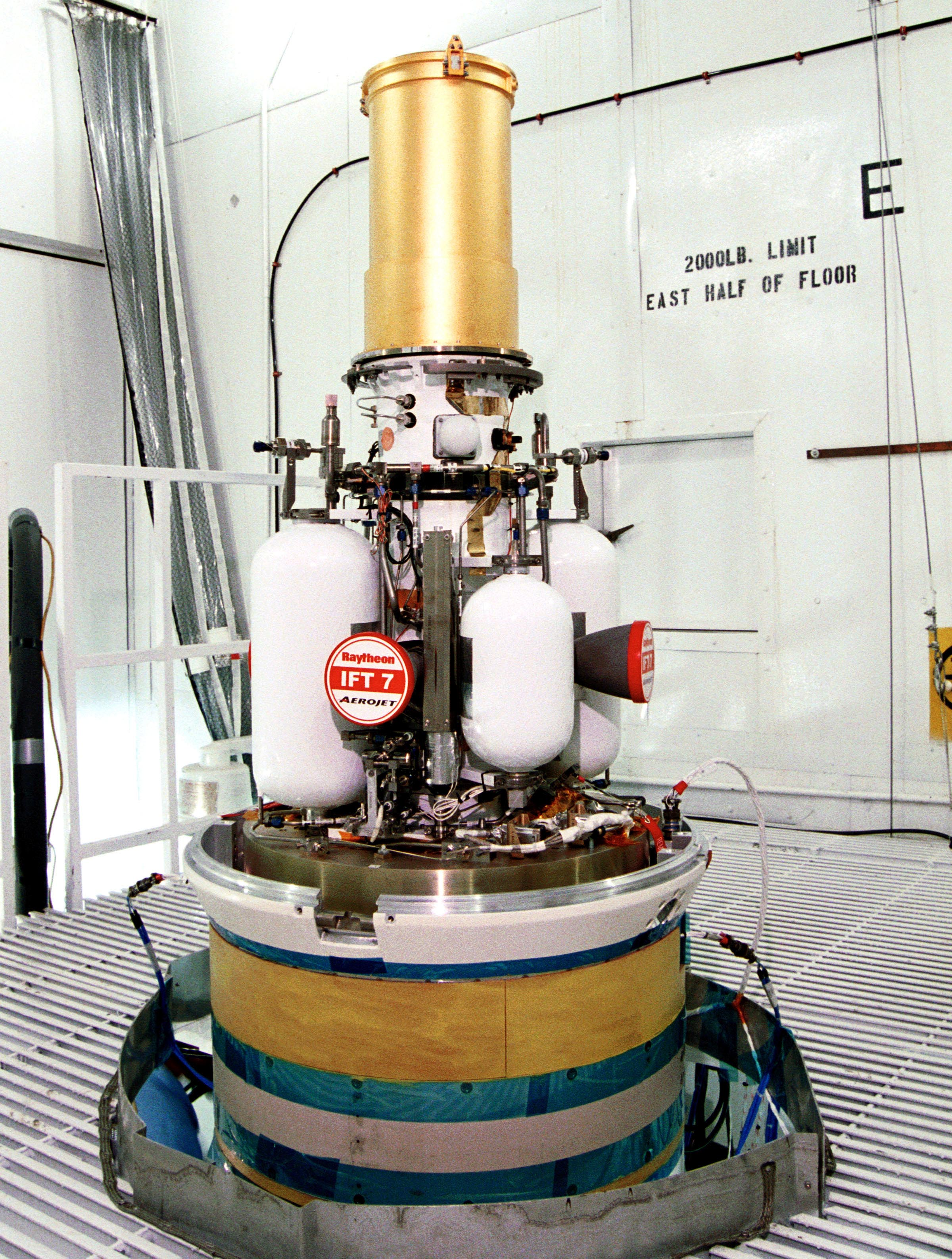
Nguyên mẫu của Exoatmospheric Kill Vehicle

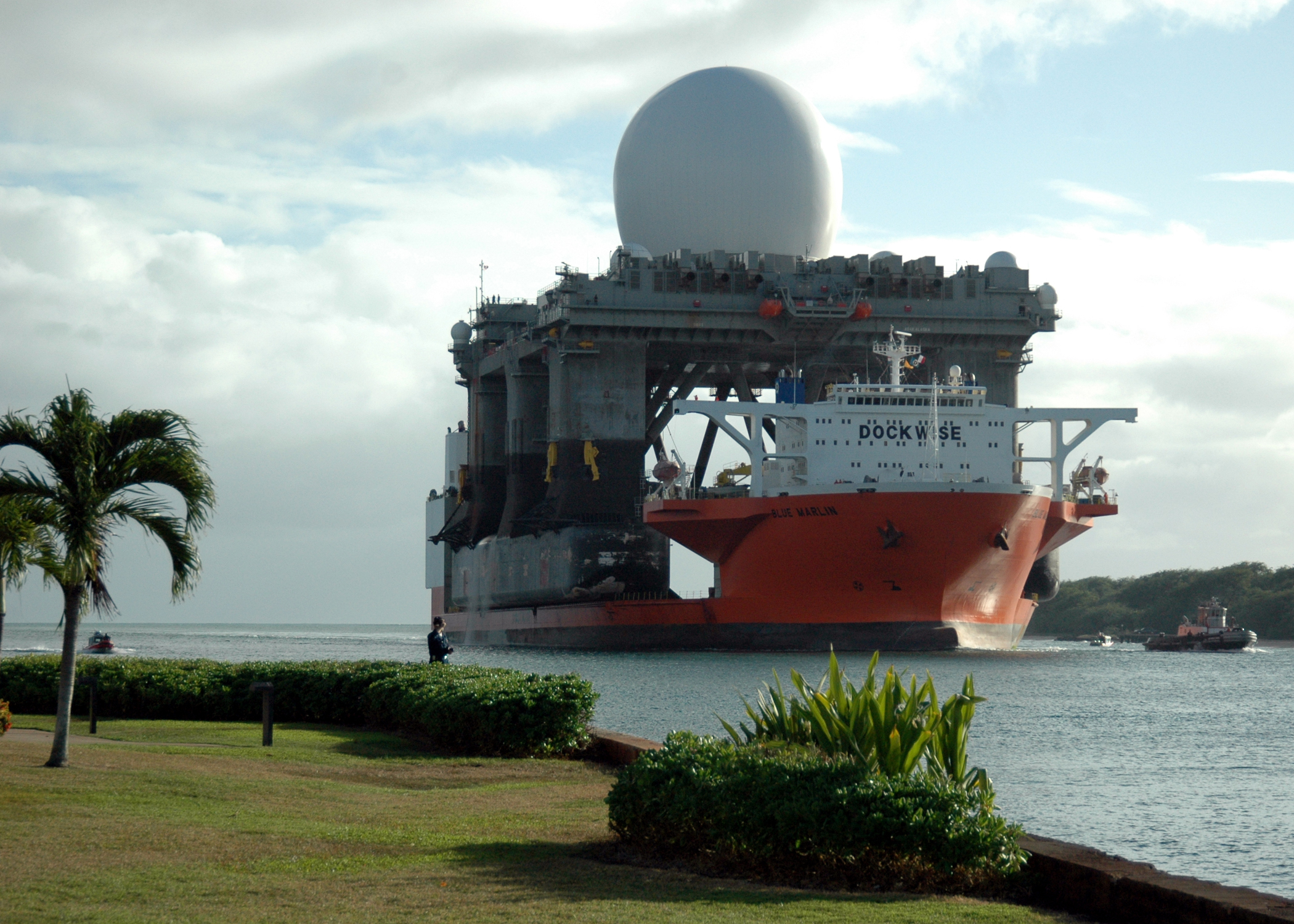
Giàn nổi của Sea-based X-band Radar được chuyển tới Pearl Harbor tháng Một năm 2006.

## Ước tính về tỉ lệ đánh chặn thành công
Tỉ lệ đánh chặn thành công của một tên lửa đánh chặn là 56%, trong khi với việc đánh chặn bằng bốn tên lửa nhằm vào cùng một mục tiêu, tỉ lệ sẽ đạt 97%. Mỗi phương tiện đánh chặn có giá 75 triệu đô la.